# Laquidáin
Laquidáin (Lakidain en euskera de forma cooficial) es una  localidad del municipio de Aranguren en la Comunidad Foral de Navarra (España). En 2023 tenía 10 habitantes.

## Geografía
Se encuentra situado al este del valle de Aranguren. Debido a su orografía, que ha impedido la roturación masiva del terreno, conserva un importante patrimonio natural. Junto a otros pueblos del valle (Góngora, Labiano e Ilundáin), tiene los hayedos más próximos a la capital navarra, Pamplona. Sus casas se encuentran en la ladera del monte Irulegui, en cuya cumbre, (893 metros de altitud), se pueden observar los restos de un antiguo castillo medieval. En los recientes trabajos arqueológicos realizados en este yacimiento, hay que añadir el descubrimiento de estructuras pertenecientes a un castro datado, a falta de datos concluyentes, en la Edad del Hierro; entre los restos de este castro se halló la Mano de Irulegui.
Irulegui es uno de los límites naturales de la Cuenca de Pamplona, por lo que este castillo ocupaba un lugar estratégico en la defensa de la capital del antiguo reino. Hoy por hoy, solamente pueden observarse las trazas de lo que fueron sus muros junto a unas sólidas paredes de su torre principal. En la linde entre el pueblo de Aranguren y Laquidáin, está el nacimiento del río Sadar, que da nombre al estadio donde juega el Club Atlético Osasuna.

## Demografía
| 7             | 10 | 12 | 12 | 11 | 10 | 10 |
| (Fuente: INE) |    |    |    |    |    |    |